# عناصر مستوى فرعي f

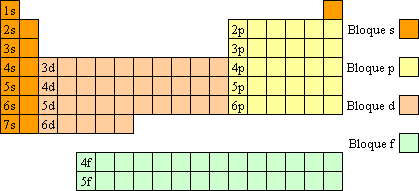

عناصر المستوى الفرعي f في الجدول الدوري للعناصر هي العناصر ( أحيانا تسمى العناصر الانتقالية الداخلية ) التي عندما تكون في الحالة الذرية الأرضية فإن الإلكترون الذي له أعلى طاقة يكون في المدار f. وبالاختلاف عن باقي المستويات الفرعية الأخرى فإن هذا المستوى الفرعي يتبع الدورات في الجدول الدوري التي لها نفس الرقم الذري وليس المجموعات التي لها نفس الشكل الإلكتروني[وعلى هذا فإن المستوى الفرعي f ينقسم إلى سلسلة اللانثينيدات وسلسلة الأكتينيدات.
الاسم انتقالي داخلي مشتق بالتشابه مع الفلزات الانتقالية.

## موضوعات متعلقة
- المستويات الفرعية بالجدول الدوري.
  - عناصر المستوى الفرعي s
  - عناصر المستوى الفرعي p
  - عناصر المستوى الفرعي d
- الشكل الإلكتروني